# Alpinarium w Toruniu
 Alpinarium w Toruniu  – niewielkie alpinarium w centrum Torunia, położone pomiędzy ulicami: pod Krzywą Wieżą, Mikołaja Kopernika, Ślimak Getyński, a także pomnikiem ks. Jerzego Popiełuszki. W latach 1954–1983 w alpinarium znajdował się pomnik flisaka, obecnie znajdujący się na Rynku Staromiejskim. W alpinarium znajdują się zabytkowe Murki Remerowskie, postawione w XX wieku na śladach murów średniowiecznych. Pomysłodawcą postawienia murków był toruński konserwator Jerzy Remer. Przez alpinarium przepływa Struga Toruńska. W sierpniu 2017 roku rozpoczęto prace rewitalizacyjne w Alpinarium. W ramach prac m.in: przebudowano schody kamienne, odnowiono alejki, zamontowano nowe lampy uliczne, wybudowano punkt widokowy oraz poprawiono układ wodny. Prace zakończono na początku 2018 roku.